# Лежантийом, Поль
Поль Луи Виктор Мари Лежантийом (фр. Paul Louis Victor Marie Legentilhomme; 26 марта 1884, Валонь — 23 мая 1975, Вильфранш-сюр-Мер) — французский военный деятель, служивший в основном во французских колониях, участник Первой и Второй мировых войн. Во Второй мировой войне сражался в рядах Свободной Франции и был одним из видных деятелей кампаний во французских колониях против войск режима Виши.

## Биография
Родился в семье налогового служащего.
В 1905 году поступил в военное училище в Сен-Сире, спустя два года, в 1907 году, получил звание суб-лейтенанта и начал службу в колониальной пехоте. В 1909 году получил звание лейтенанта. Служил последовательно в 3-м стрелковом тонкинском полку и 2-м колониальном пехотном тонкинском полку. В 1912 году был переведён в 23-й пехотный колониальный полк во Франции.
Во время Первой мировой войны участвовал в сражениях на территории Бельгии и был уже 22 августа 1914 года взят в плен немцами. В плену находился до окончания боевых действий.
В 1919 году поступил в Военную академию, где готовили кадры для командной службы в Тонкине (ныне часть Вьетнама), после окончания обучения вернулся в 23-й колониальный пехотный полк. В 1924 году получил звание коммандера, в 1926—1928 годах служил при генеральном штабе на Мадагаскаре, но в марте 1928 года вернулся в 23-й колониальный пехотный полк. В 1929 году был повышен до подполковника с назначением начальником штаба 3-й колониальной дивизии. В 1931—1934 годах служил в Индокитае, в 1934 году возглавил 4-й полк сенегальских стрелков.
В 1937 году стал заместителем начальника военного училища в Сен-Сире, но уже в 1938 году был переведён в Центр перспективных военных исследований и повышен в звании до бригадного генерала.
В январе 1939 года Лежантийом возглавил французские войска во Французском Сомали (ныне Джибути), где оставался до лета 1940 года. Не признав поражения и капитуляции Франции и установления режима Виши, призвал французские войска в Сомали к продолжению сопротивления Германии. Губернатор этой колонии, однако, в скором времени оказался смещён провишистскими силами, а Лежантийом оказался в изоляции и 2 августа того же года покинул побережье Сомали.
Он откликнулся на призыв генерала Шарля де Голля и присоединился к французскому Сопротивлению, 31 октября 1940 года добравшись до Лондона. В вишистской Франции его лишили французского гражданства.
В 1941 году ему было присвоено звание генерал-майора Свободных французских сил, в этот же период времени он участвовал в боевых действиях против итальянцев на территории Судана и Эритреи в ходе Восточноафриканской кампании, служа под началом британского генерала Арчибальда Уэйвелла. Затем участвовал в формировании 1-й французской свободной пехотной дивизии, с которой участвовал в Сирийско-Ливанской кампании. Под его непосредственным руководством находились семь батальонов, танковая рота, артиллерийская батарея, различный вспомогательный персонал. Ещё в первый период кампании был тяжело ранен в руку, когда автомобиль, в котором он ехал, подвергся бомбардировке вишистской авиацией, однако, несмотря на перелом, немедленно возвратился к командованию войсками непосредственно на поле боя. 21 июня 1941 года под началом Жоржа Катру участвовал в штурме Дамаска и впоследствии принимал участие в переговорах сил Свободной Франции с местными гражданскими властями.
В августе 1941 года был переведён на службу во французские колониальные войска в Африке. 24 сентября 1941 года стал военным комиссаром Французского национального комитета, будучи в это же время заочно приговорён вишистами к смертной казни. С конца 1941 года участвовал в подготовке Мадагаскарской операции. 9 июля 1942 года получил Орден Освобождения и был в декабре того же года назначен де Голлем губернатором всех французских владений в Индийском океане, в том числе Мадагаскара. В марте 1943 года был повышен до корпусного генерала, в мае прекратил исполнение обязанностей губернатора Мадагаскара, 5 августа стал заместителем комиссара национальной обороны во Французском комитете народного освобождения в Алжире, а в октябре того же года — комиссаром. В 1944 году возглавил 3-й военный округ (Руан), в июле 1945 года сменил генерала Пьера Кёнига на должности военного губернатора Парижа и возглавил 1-й военный округ.
В 1947 году был произведён в армейские генералы и вскоре вышел в отставку с военной службы. В 1950 году стал военным советником министра по делам заморских территорий Франции (которым в то время был будущий президент Франсуа Миттеран), в 1952 году вошёл в состав Ассамблеи Французского союза, занимая эту должность до 1958 года. В 1960 году удалился от всякой политической деятельности. Скончался на Французской Ривьере в 1975 году и похоронен там же.